# Вулиця Парфановичів
Вулиця Парфано́вичів — вулиця у Личаківському районі міста Львова, в місцевості Личаків. Починається між будинками № 37 та № 37а на вулиці Личаківській та закінчується глухим кутом, звідки починається вузенька стежка, якою можна вийти на вулицю Лисенка.

## Історія
Вулиця прокладена на початку 1920-х років та 1921 року отримала назву Святої Родини. У 1934 році перейменована на вулицю Мйончинського, на честь державного, політичного та військового діяча Речі Посполитої, учасника Листопадового постання 1831 року Іґнація Мйончинського (1767—1840) та усієї родини графів Мйончинських, яка володіла довколишніми ґрунтами. Під час німецької окупації — Вітовськийґассе, на честь видатного українського громадсько-військового діяча та одного з організаторів Листопадового чину 1918 року Дмитра Вітовського. У липні 1944 року повернута передвоєнна назва — вулиця Мйончинського і вже у грудні того ж 1944 року перейменована на вулицю Уральську, на згадку про Урал — географічний регіон Росії. У 1993 році отримала сучасну назву — вулиця Парфановичів, на згадку про родину Парфановичів, з якої походили державний секретар залізниць ЗУНР Микола Парфанович та лікарка, директорка фельдшерсько-акушерської школи, голова протиалкогольного товариства «Відродження», дійсна членкиня НТШ, письменниця Софія Парфанович-Волчук.

## Забудова
Забудова вулиці Парфановичів — конструктивізм 1930-х років, одноповерхова садибна.
Під № 9 — котеджне містечко «Вілли на Личаківській», з п'яти сучасних таунхаузів, збудованих у 2021 році на місці знесеного садибного будинку. Решта будинків на вулиці Парфановичів збудовані у 1930-х роках.